# Jenning Huizenga
Jenning Huizenga (né le 29 mars 1984 à Franeker) est un coureur cycliste néerlandais.

## Biographie
Spécialiste de la poursuite sur piste, il fait ses débuts en coupe du monde en janvier 2007. La même année, Peter Pieters le sélectionne pour les championnats du monde, où il se classe cinquième de la poursuite. De nouveau sélectionné pour les championnats de 2008 à Manchester, il s'empare de la médaille d'argent après avoir été battu en finale par Bradley Wiggins.

## Palmarès sur piste

### Jeux olympiques
- Londres 2012
  - 7e de la poursuite par équipes

### Championnats du monde
- Manchester 2008
  -  Médaillé d'argent de la poursuite
- Apeldoorn 2011
  - 6e de la poursuite par équipes
  - 10e de la poursuite individuelle
- Minsk 2013
  - 5e de la poursuite individuelle

### Coupe du monde
- 2007-2008
  - 2e de la poursuite à Los Angeles
  - 3e de la poursuite par équipes à Pékin
- 2011-2012
  - 3e de la poursuite par équipes à Astana
- 2013-2014
  - Classement général de la poursuite
  - 1er de la poursuite à Guadalajara

### Championnats d'Europe
- Apeldoorn 2013
  -  Médaillé de bronze de la poursuite par équipes

### Championnats nationaux
- Champion des Pays-Bas de poursuite en 2007, 2011, 2012 et 2013

## Palmarès sur route

### Par années
- 2011
  - 2e étape du Tour de Moselle
  - 3e du Tour de Moselle
- 2012
  - 2e étape de l'Olympia's Tour
  - 2e du Tour de Chine II

### Classements mondiaux
| Année           | 2005  | 2006 | 2007 | 2008 | 2009 | 2010 | 2011 | 2012 |
| --------------- | ----- | ---- | ---- | ---- | ---- | ---- | ---- | ---- |
| UCI Asia Tour   |       |      |      |      |      |      |      | 25e  |
| UCI Europe Tour | 1059e |      |      |      |      |      |      | 656e |